# 乃木坂46的學旅！
《乃木坂46的學旅！》（日语：／ Nogizaka46 no Gakutabi */?）是2017年2月26日開始在NHK BS Premium不定期播放的乃木坂46的冠名節目。

## 概要
節目中乃木坂46成員走訪日本全國各地學校，並且轉至該校就讀一天，以學生的身份一同度過校園生活，感受一下現在青年人的真實一面的節目。成員們先換上校服，再進入不同的班級，體驗一下該校獨有的課堂，一起吃便當，參加課外活動，體驗校園生活，值得一看的地方是通過一整天成員與高中生逐漸變得親近的過程。第一集，秋元真夏與齋藤飛鳥參加了高中一年級學生的辯論課，而衛藤美彩和北野日奈子則前往了耶馬溪放生螢火蟲的幼蟲。第二集，櫻井玲香與松村沙友理參加了農業發表的課堂，亦與動物接觸，並且收割了蕃茄，而高山一實和星野南則製作麵包，最後四人一同在校園內賣麵包、蔬菜和雞蛋等等。第三集，四人一同登上了金刀比羅宮，並且分別代表薙刀部和劍道部進行了決鬥。

## 出演者
- 乃木坂46

## 每集內容
| 集數 | 播放日期        | 到訪處               | 到訪校                                                | 標題                        | 成員 | 片尾曲                               |
| ---- | --------------- | -------------------- | ----------------------------------------------------- | --------------------------- | --- | ------------------------------------ |
| 1    | 2017年 2月26日  | 大分縣中津市         | 大分縣立中津南高等學校 大分縣立中津南高等學校耶馬溪校 |                             | 秋元真夏、衛藤美彩、北野日奈子、齋藤飛鳥                                                                                             | 來吧Shampoo！ （與該校吹奏樂部合作） |
| 2    | 2017年 6月18日  | 福島縣福島市         | 福島縣立福島明成高等學校                              |                             | 櫻井玲香、高山一實、星野南、松村沙友理                                                                                               | 脫下制服說再見…                      |
| 3    | 2017年 10月8日  | 香川縣仲多度郡琴平町 | 香川縣立琴平高等學校                                  | 異種武道對決 薙刀部vs劍道部 | 井上小百合、大園桃子、川後陽菜、齋藤優里、西野七瀨、堀未央奈                                                                         | 夏天的Free&Easy                      |
| 4    | 2018年 1月21日  | 千葉縣富里市         | 東京動物專門學校                                      | 挑戰海獅秀                  | 生田繪梨花、新内真衣、高山一實、山下美月、與田祐希、渡邊米麗愛                                                                       | 契機                                 |
| 5    | 2018年 3月4日   | 埼玉縣本庄市         | 本庄東高等學校・附屬中學校 本庄第一中學校・高等學校   | 書道表演對決                | 梅澤美波、鈴木絢音、若月佑美（本庄東高等學校） 秋元真夏、齋藤飛鳥、齋藤千春（本庄第一高等學校） 井上小百合、佐佐木琴子（MC、審査員） | 能盡情哭泣不是很好嗎？               |
| 6    | 2018年 7月28日  | 埼玉縣坂戶市         | 山村國際高等學校                                      | 目標是成為日本第一的舞蹈部  | 伊藤純奈、井上小百合、梅澤美波、衛藤美彩、 阪口珠美、中田花奈、渡邊米麗愛、和田瑪雅                                                  | 我所在的地方                         |
| 7    | 2018年 10月20日 | 愛知縣蒲郡市         | 愛知縣立三谷水產高等學校                              | 目標是草裙舞甲子園          | 新内真衣、高山一實、中田花奈、樋口日奈                                                                                               | 漫長夏日…                            |

## 工作人员
- 構成：鈴木工務店（日语：鈴木工務店 (放送作家)）
- 开场CG：山崎大佑（1 - 5）、松田朋子（6）
- 撮影：城戸口秀樹（1）、池畑道佐（2）、丹内浩之（3）、菊池将知（4）、和田明（5）、宮崎剛（6）
- 音声：大川和之（1）、藤田秀成（2）、平川裕（3）、川名貴之（4）、瀬理晃司（5）、安澤健（6）
- 照明：田中杏奈（1）、大沼静（2）、山口宰（5）、平沢秀夫（6）
- 編集：城島純一（1、5）、堀洋一（2）、柳沢晋矢（3、4）、岡本皓司（6）
- 音響効果：石崎野乃（1 - ）
- 取材：安田聡太（1）、高橋洋平（3）
- ディレクター：高木剛（1）、高橋洋平、神宮寺良太
- 演出：高木剛（日语：高木剛 (ディレクター)）（2 - 5）、倉田敬之（6）
- 制片人：石上滋基（1、2）
- 制作総括：小池明久（1）、石原真（日语：石原真）（1 - ）、茂山圭司（2）、石上滋基（3 - ）
- 制作協力：D COMPLEX（日语：ディ・コンプレックス）[13]
- 制作：

## 外部連結
- 節目官方網站（日語）